# Otala punctata
Otala punctata is een slakkensoort uit de familie van de tuinslakken (Helicidae). De wetenschappelijke naam van de soort werd in 1774 voor het eerst geldig gepubliceerd in 1774 door Otto Friedrich Müller.

## Kenmerken
De slakkenhuis is plat-conisch tot plat-top-conisch. Het meet 16-23 bij 33-40 mm. Er worden vier tot vijf windingen gevormd, die slechts langzaam en regelmatig toenemen. De protoconch is hier al goed voor 1¼ winding. De naad is slechts matig diep. De laatste bocht daalt scherp uit het spiraalvlak. De windingen zijn slechts matig convex aan de buitenkant. De mond staat zeer schuin ten opzichte van de as van de windingen en daalt ook scherp uit het vlak van de krans. De mondzoom is naar buiten gebogen en sterk verwijd. De binnenste opening is donkerbruin of donker roodbruin van kleur en glanzend. De kleur wordt bleker naar de lip toe, de rand van de mond zelf is wit of lichtbruin. De onderrand (spillip) is tandachtig verdikt. De navel is gesloten en bedekt door de mondrand.
De schelp is stevig en witachtig tot grijsbruin, de buitenkant is zeer variabel gekleurd, maar meestal bruin, grijsbruin of lichtbruin gekleurd. De kransen dragen twee tot vijf onduidelijke donkere banden. De banden en achtergrond vertonen talrijke willekeurig verdeelde witte vlekken onderbroken door witte vlekken. De tekening is echter zeer variabel. Fijne groeilijnen kruisen elkaar met fijne spiraallijnen. Het oppervlak is glanzend. Het lichaam van het dier is lichtbruin tot grijsbruin.

### Vergelijkbare soorten
Otala punctata wordt gemakkelijk verward met soortgenoot Otala lactea. Bij O. punctata is de mond minder intens bruin van kleur, de lip is meestal wit. De tandachtige verdikking van de spilrand is afwezig in O. punctata. Een ander verschil werd gevonden in het genitale apparaat. O. lactea heeft een langere flagellum dan O. punctata, zowel in relatie tot het penis-epiphalluscomplex, als ook een langere vrije eileider.
Bij de pastaslak (Eobania vermiculata) is de mond wit en is de laatste krans meer verwijd. O. punctata is ook aanzienlijk groter.

## Verspreiding en leefgebied
Het verspreidingsgebied van Otala punctata strekt zich uit van het departement Ariège en de regio Roussillon (noord tot Leucate, Dépt. Aude) via Catalonië tot Andalusië. In de literatuur is echter tegenstrijdige informatie over het verspreidingsgebied te vinden.
Er zijn geïsoleerde voorvallen op de Balearen, Corsica en het noordwesten van Algerije, waarbij de laatste voorvallen mogelijk het gevolg zijn van introductie. De soort is zeker geïntroduceerd op Sardinië (omgeving van Alghero). Het is nu wijdverbreid in de Verenigde Staten, alwaar het wordt beschouwd als een potentieel ernstige bedreiging als een plaag, een invasieve soort die een negatieve invloed kan hebben op de landbouw, natuurlijke ecosystemen, de menselijke gezondheid of de handel. Daarom is gesuggereerd dat deze soort in de VS de hoogste nationale quarantainewaarde krijgt.
Otala punctata werd in 2003 ontdekt in Malta, in Argentinië in 2010 en in Chili in 2017. In 2017 werd de ontdekking gepubliceerd van een vers dood exemplaar van Otala puntata gevonden in Mainz-Kastel (Rijnland-Palts). In dit geval kon de introductie worden getraceerd met behulp van een olijfboom die in Spanje was gekocht.
Deze soort leeft op braakliggende terreinen in kruidentuintjes, maar ook op cultuurgrond, op en in stenen muren, tuinen en wijngaarden. Het voedt zich met vers plantaardig materiaal. Het stijgt tot 1000 meter boven de zeespiegel.
Cepaea:
hortensis · 
nemoralis · 
sylvatica · 
vindobonensis · 
Cantareus:
apertus · 
Cornu:
aspersum · 
Eobania:
vermiculata · 
Helix:
aspersa · 
lucorum · 
lutescens · 
melanostoma · 
pomatia · 
Macularia:
niciensis · 
saintivesi · 
Marmorana:
muralis · 
serpentina · 
Otala:
punctata · 
Pseudotachea:
splendida · 
Tacheocampylaea:
acropachia · 
cyrniaca · 
raspailii · 
romagnolii · 
Theba:
pisana · 
Tyrrhenaria:
ceratina ·